# Crypsotidia postfusca
Crypsotidia postfusca är en fjärilsart som beskrevs av Embrik Strand 1914. Crypsotidia postfusca ingår i släktet Crypsotidia och familjen nattflyn. Inga underarter finns listade i Catalogue of Life.